# Сенсимонизм
Сенсимони́зм — течение социального утопизма, основанное графом Анри де Сен-Симоном. Догматизация учения привела к тому, что достаточно быстро сенсимонисты фактически создали узкую религиозную секту.

## Образование сенсимонистского движения
Группа учеников и последователей Сен-Симона сложилось в начале 1820-х годов. Их объединяли скорее увлечение идеями графа и обаяние его личности, чем приверженность его учению как системе: Сен-Симон не заботился об облечении своих взглядов в форму продуманной и последовательной системы, и так называемая система сенсимонизма на деле была создана лишь позже — стараниями его учеников, среди которых на первый план выдвинулись Олинд Родриг (1794—1851), Сент-Аман Базар (1791—1832) и Бартелеми Проспер Анфантен (1796—1864) (последний лично знал Сен-Симона очень мало).

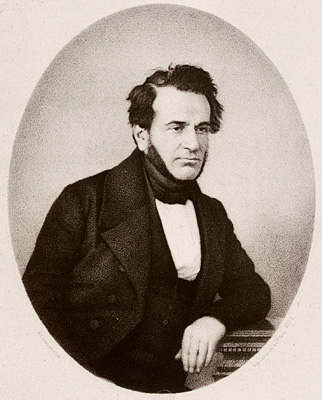
Олинд Родриг

19 мая 1825 года Сен-Симон скончался на руках у Родрига. Тот собрал вместе всех учеников графа, которые решили не расставаться и продолжать его дело. Ведущую роль среди сенсимонистов играли Родриг, Базар и Анфантен (их сторонники учения именовали «отцами», а те, в свою очередь, называли своих соратников «сыновьями»).
В том же 1825 г. они предприняли издание журнала «Le Producteur» («Производитель»), задуманное ещё самим Сен-Симоном. Его редакторами стали Родриг и Базар; участие в нём принимали Филипп Бюшез, Пьер Леру, Пьер-Исидор Руан, Поль-Матьё Лоран, Леон Галеви, Огюст Бланки, Арман Каррель, Огюст Конт и др., из которых некоторые (например, трое последних) довольно скоро порвали всякие отношения с сенсимонистами — вследствие того мистическо-сектантского характера, который приняла школа последователей Сен-Симона в первые же годы своего существования. Разработке идей в журнале было отведено немного места: печатались преимущественно статьи о технологии, финансах, промышленности и т. д. В политическую борьбу между роялистами и либералами журнал совершенно не вмешивался; либерализм, в глазах сенсимонистов, был религиозным и политическим протестантизмом, то есть принципом отрицательным, не способным лечь в основу общественной организации. Будучи, в сущности, демократичным по своим стремлениям, «Le Producteur» в то же время высказывался против народовластия и абсолютного равенства, а его антииндивидуалистическое направление сказывалось, между прочим, в отрицании принципа свободы совести. Равнодушие публики и недостаток средств заставили прекратить издание журнала уже в октябре 1826 года.
Однако сенсимонистское движение не распалось: оно продолжало вести деятельную устную и письменную пропаганду своих идей, главным образом среди интеллигентной молодёжи. Особенным успехом пользовался открытый в 1828 г. курс лекций, которые читались в доме 12 на улице Таранн (rue Taranne), Париж. Посещала эти лекции в основном учащаяся молодёжь, мало знакомая с жизнью, философией и общественными науками; ей сенсимонизм казался новым религиозным откровением, имевшим целью улучшение быта «самого многочисленного и самого бедного класса народа». За это время к сенсимонизму обратились Мишель Шевалье, Ипполит Карно, Анри Фурнель, Эмиль Перейр, Фердинанд де Лессепс и другие, много содействовавшие успехам движения.
Лекции читались Базаром, который отличался способностью облекать мысль в наиболее привлекательную и убедительную форму, но план, главные положения, отчасти самое развитие их были трудом коллективным, преимущественно же делом Анфантена, отличавшегося наибольшею последовательностью и смелостью. Чтения продолжались два года и печатались в журнале «L’Organisateur», а затем вышли отдельною книгою, названною «Учение Сен-Симона. Изложение» («Doctrine de S.-Simon»), хотя Сен-Симону в ней принадлежат разве лишь самые общие положения, развитие же их принадлежит его ученикам.

## Оформление доктрины сенсимонизма
Книга «Учение Сен-Симона. Изложение» делится на две части: начинаясь критикой всех главных сторон человеческих отношений — науки, искусства, промышленности, общественной жизни, религии, воспитания, законодательства, собственности, — она переходит к коренной политической и экономической реформе общества и заканчивается новой религиозной системой с её догматами, культом и иерархией.

### Сенсимонизм о существующем строе
Особенно замечательна первая, критическая часть книги, выдающиеся достоинства которой признаются и противниками сенсимонизма. Наши учёные, читаем мы здесь, «умножают опыты, рассекают всю природу, обогащают науку новыми подробностями, увеличивают число фактов, поверяют прежние наблюдения… Но где люди, которые приводят в порядок и систему эти богатства, собранные в беспорядочном виде?.. Каждый учёный отдельно предается исследованиям, не обращая внимания на то, не может ли соседняя наука осветить его изыскания… Отдельным лицам приходится ежедневно повторять опыты, уже сделанные другими… Никакая философская мысль не господствует в современных научных теориях и не приводит их в правильное соотношение… Беспорядок умов овладел самыми науками, и можно сказать, что они представляют печальное зрелище полной анархии».
Та же анархия царит и в области искусства, и в сфере промышленности, совершенно пренебрегающей интересами общества. Каждый промышленник в других «видит только врагов: он их подсиживает, подслушивает, и в их разорении состоит его благосостояние, даже его слава». Одним из важнейших источников индустриального беспорядка является политическая экономия с её принципом laissez-faire, laissez-passer. «Всякий производитель без руководителя, безо всякого компаса, кроме своих личных наблюдений, старается узнать о нуждах потребления», а экономисты поощряют конкуренцию промышленников. «Немногие счастливцы торжествуют, но их торжество покупается ценою разорения бесчисленного множества жертв.
Необходимыми следствиями такого производства является ежеминутное нарушение равновесия между производством и потреблением» с его бесчисленными катастрофами и торговыми кризисами. Предполагаемое экономистами согласие личного интереса с общим опровергается опытом. Ненормальны, точно так же, взаимные отношения между людьми трудящимися и владельцами орудий производства или капиталов: слепой случай рождения отдаёт чистый доход в руки не искусного рабочего, а ленивого и неспособного собственника. Ничего этого не было бы, «если бы эксплуатация земного шара была регулирована, если бы общий взгляд господствовал над этой эксплуатацией».
К такому же выводу приводит и история развития человечества. Представления сенсимонистов о развитии человеческого общества последовательно детерминистичны; они полагают, что историческое развитие носит закономерный характер и следует закону прогресса, причём человеческая личность, выступая как активный элемент в этом закономерном историческом развитии, может играть в развитии событий весьма крупную роль: «Прогресс состоит, прежде всего, в усилении духа ассоциации и в уменьшении духа вражды и антагонизма. Если человек до сих пор постоянно эксплуатировал человека: господин — раба, сеньор — крепостного, собственник — рабочего, тем не менее, отношения между эксплуататором и эксплуатируемым с течением времени становятся мягче и гуманнее».
Отразив в экономической части своего учения вызванное индустриальной революцией расстройство экономической жизни и возникшее в обществе сознание ненормальности данного социального строя, сенсимонизм с особою силою раскрыл недостатки современного общества, указав при том на главные исторические моменты в развитии хозяйственного быта; этим он оказал науке большую услугу, но, во-первых, экономическая сторона жизни не была выделена им для самостоятельного изучения, а во-вторых, туманные фантазии в положительной его части совершенно заслонили науку с её ясными понятиями и реализмом.

### Социальные идеалы сенсимонизма
Сенсимонисты были убеждены в том, что уже скоро настанет время, когда всякая эксплуатация человека человеком прекратится и все люди соединятся в ассоциации: «Всеобщая ассоциация — вот наша будущность. Всякому по способностям, всякой способности по её делам! — вот новое право, которым должны быть заменены права завоевания и рождения, человек не будет более эксплуатировать человека, но... будет эксплуатировать мир, отданный во власть ему». Существующее анархическое хозяйство уступит место централизованному, плановому хозяйству.
Эта организация будущего имеет, однако, мало общего с системой коммунизма, в которой «все части равны»: сенсимонизм стремится не к уничтожению собственности, а лишь к преобразованию её, что бывало и раньше. «Изучая историю, мы видим, что законодательство никогда не переставало вмешиваться в организацию собственности: или оно определяло природу предметов, которые могли быть усвояемы в собственность, или регулировало пользование собственностью и передачу её». При этом видоизменения собственности совершаются так, что она делается достоянием все большего числа трудящихся лиц и в то же время все благоприятнее становятся для трудящихся их отношения к капиталистам. «В будущем единственное право на собственность будет заключаться в способности к мирному труду и состоять в направлении, употреблении и эксплуатации собственности» без права передачи её другому лицу.
Владельцы земель и капиталов превратятся в простых хранителей орудий производства, распределяющих их между рабочими. Такая организация низведет царство Божие на землю, укрепит господство свободы, уничтожит привилегии рождения. «Нам беспрестанно повторяют, что собственность есть основание общественного порядка; мы сами провозглашаем эту вечную истину. Вопрос только в том, кто будет собственником?.. Человечество устами Иисуса провозгласило: нет более рабства; устами Сен-Симона оно провозглашает: всякому по его способности, всякой способности по его делам, — нет более наследства!»

### Сенсимонизм и религия
Исходя из представлений о развитии человечества по пути прогресса, сенсимонисты считали, что этому же закону прогресса подчиняется и религия, без которой никогда не останется человечество. Религиозность сенсимонистов носит более углублённый характер, чем у самого Сен-Симона; если для него духовный прогресс — это прежде всего прогресс разума, то сенсимонисты отдают приоритет прогрессу морали, чувства.
В своём развитии религия, по мнению сенсимонистов, прошла четыре ступени: фетишизм, политеизм, монотеизм иудейский и монотеизм христианский. Рассматривая тело и все телесное, как нечто греховное, христианство не могло обнять собою всего общественного быта человека. Должна явиться новая религия с пантеистическим пониманием божества, проявляющегося для человека под двумя главными видами — как дух и как материя.
Отсюда исчезновение антагонизма между телом и духом, реабилитация плоти. Источник, связь и цель жизни — в любви, а потому люди с преобладающим чувством любви должны быть начальниками общества; но так как любовь обнимает конечное и бесконечное и проявляется в искании Бога, то начальниками общества могут быть только представители религии. «Представляя единство жизни, священник представляет в то же время единство общественное и политическое», так как «религия обнимает во всей полноте систему политическую». От неё уже зависят наука и промышленность, имеющие каждая свою иерархию: одна из иерархий будет руководить разработкой наук, другая — регулировать промышленность, обе — «разделять людей на классы по способностям и вознаграждать по делам». Над священниками науки и промышленности стоит священник общий или социальный — «живой закон», воплощающий в себе самую идею правды, будет ли он называться законом Нумы, или Моисея, или Христа, или (для будущего) Сен-Симона.
Вся система, таким образом, представляется как «последнее откровение, делаемое Богом человеку, откровение прогресса, любви, жизни». Мистико-религиозный элемент возобладал в сенсимонизме над научным.
Требуя полной перестройки общественных отношений на совершенно новых началах, сенсимонизм рассчитывал достигнуть возрождения человечества исключительно путём убеждения, силою слова. Средства к этому он видел в воспитании: оно прежде всего должно развивать чувства долга и привязанности к истинным вождям общества, в которых совмещаются власти и законодательная, и судебная. Все должны подчиняться им, все должны склоняться перед их авторитетом. Личную самодеятельность в промышленности, науке и искусстве сенсимонисты уничтожали: всякий частный человек может и должен заниматься только тем, что ему будет указано свыше; определению подлежит даже направление, цель и качество его труда. В писаных законах нет надобности: в будущем законами должны служить объявления начальства.
Всем управляет священник: «он — источник и освящение порядка… Всякая общественная должность священна, ибо она отправляется во имя Бога человеком, который его представляет». Такое преклонение пред авторитетом вместе с мистицизмом, отрицательным отношением к принципам просветительской философии XVIII века и пренебрежением к научному методу, делают из сенсимонизма одну из форм общей культурно-политической реакции того времени: реакции веры и чувства против знания, идеи авторитета — против принципа индивидуальной свободы.

## Превращение в секту

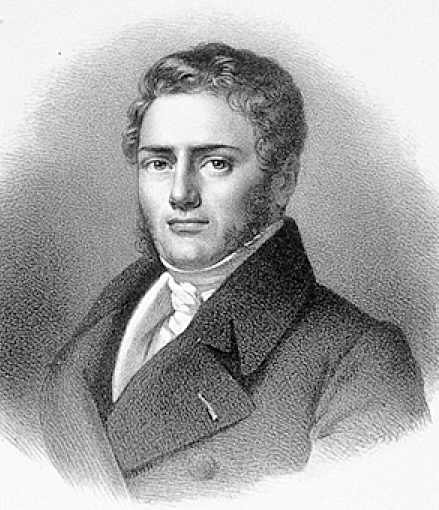
Сент-Аман Базар

В 1828—1830 гг. кружок сенсимонистов из философской школы фактически превращается в религиозное братство с церковной организацией. Во главе организации сначала всё ещё стоял Родриг — как ближайший ученик Сен-Симона, но 31 декабря 1829 года он передал руководство делами движения Анфантену и Базару, принимавшим наибольшее участие в разработке сенсимонистской доктрины. Это произвело первый раскол: от движения отделился Бюшез, не желавший признавать новую иерархию и не соглашавшийся с учением о Божестве. Пропаганда велась и в провинции; провинциальные общины сенсимонистов прямо назывались церквами. Анфантен совершил объезд нескольких южных церквей, и его обращения к ним очень напоминают по форме апостольские послания. Члены общины называли себя «братьями или сестрами, сынами или дщерями о Сен-Симоне».
До июльской революции пропаганда сенсимонизма не была публичною; на проповеди могли являться только приглашённые. В революции сенсимонисты увидели подтверждение своего учения о негодности всей современной социальной системы и о необходимости новой общественной организации. Уже 30 июля на стенах Парижа появился манифест за подписью «начальников учения Сен-Симона», Базара и Анфантена, в котором французам, «привилегированным детям человечества», обещалось окончательное уничтожение феодализма и всех привилегий рождения, дабы «каждый был поставлен в обществе сообразно с своими заслугами и вознагражден сообразно с делами».
Прокламация не имела успеха среди народа, но скоро о сенсимонистах заговорили в палате как о «полуфилософской, полурелигиозной секте», требующей общности имуществ и жён. Анфантен и Базар обратились к президенту палаты с письмом, в котором протестовали против такого толкования их учения. Это письмо было напечатано в нескольких тысячах экземпляров и получило широкое распространение, но впечатления не произвело. Пользуясь большей свободой мысли и слова, созданной июльским переворотом, сенсимонисты присоединили к журналу «L’Organisateur», выходившему с 1829 г., ещё другой, «Le Globe»; кроме того, ими издавались и отдельные брошюры. В разных местах Парижа организована была проповедь, из еженедельной скоро превратившаяся в ежедневную и имевшая в виду самые различные слои общества. Особенное внимание было обращено на распространение новой доктрины среди рабочего населения.
Организовались также и миссии для провинции. В «Le Globe» помещалось много статей по текущим вопросам — экономическим, финансовым и т. п.; при этом сенсимонисты не отказывались и от сделки с современным положением дел, чтобы тем легче было перейти к новому строю (например, по вопросу о наследстве). К концу 1830 г. парижские сенсимонисты, бывшие большею частью представителями свободных профессий и учащейся молодёжи, устроили нечто вроде религиозного общежития под именем «семейства» (на улице Монсиньи — rue Monsigny). Члены его собирались ежедневно на общую трапезу, вели беседы о разных вопросах своего учения, принимали новых «братьев» и «сестёр», посылали в провинцию миссионеров, устраивали праздники. Браки, похороны и другие важные случаи в жизни членов общины сопровождались священнодействиями и проповедями на религиозно-социальные темы.
Довольно скоро в общине обнаружились разногласия и между отдельными членами, и между самими верховными отцами. Главным пунктом раздора оказался вопрос о браке: Анфантен в этом отношении делил людей на постоянных по своей природе и непостоянных; последние, по его мнению, могли менять жен или мужей, когда кому захочется. Многие члены вместе с Базаром нашли это учение безнравственным. Спор обострялся ещё тем, что между Анфантеном и Базаром существовало соперничество чисто личного характера. Было сделано несколько попыток к примирению, о котором особенно хлопотал Родриг; но они ни к чему не привели, и 11 ноября 1831 года Базар и ещё 19 наиболее способных и деятельных членов общины вышли из её состава.

## Закат сенсимонистского движения

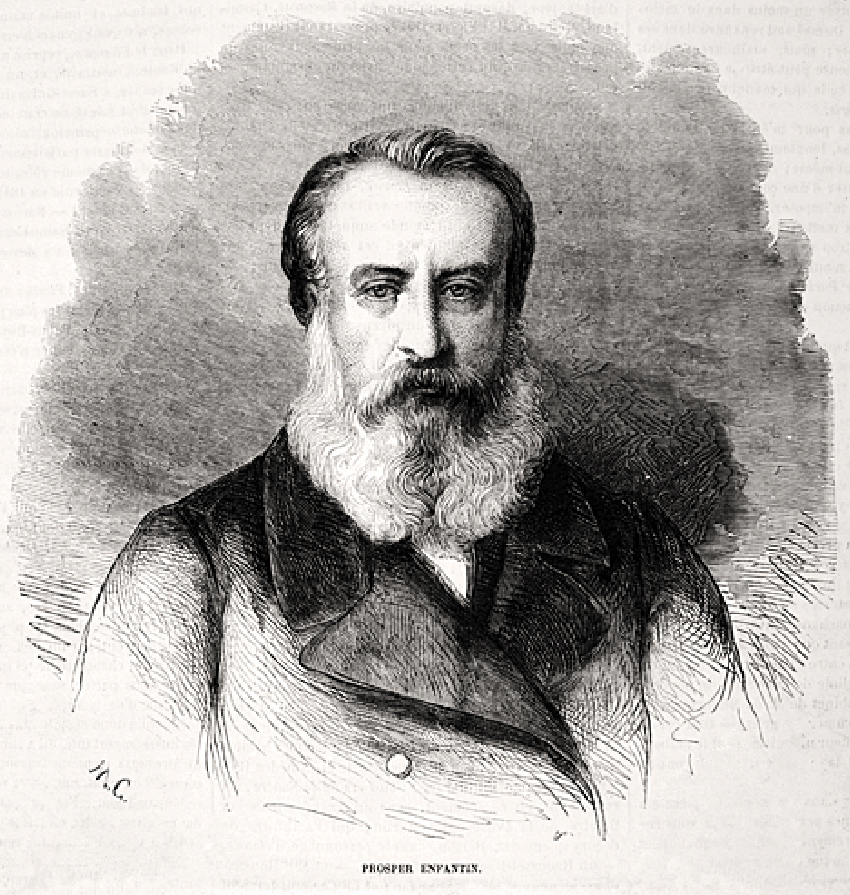
Бартелеми Проспер Анфантен

Анфантен, провозглашённый в январе 1832 года «Верховным Отцом», объявил оставшимся, что теперь они должны будут вступить на путь полного практического осуществления своих идей. По учению Анфантена, люди должны «освящаться в труде и удовольствии». Зима 1831—1832 гг. прошла в шумных и многолюдных собраниях, служивших средством пропаганды и вместе с тем имевших и другую цель: среди гостей Анфантен желал найти себе достойную подругу. По его учению, общественным индивидуумом является не отдельное лицо, а пара, т. e. мужчина и женщина вместе. Точно так же и во главе религии должен стоять не один верховный жрец, но жреческая пара (couple-prêtre), имеющая право вмешательства во взаимные отношения между мужчинами и женщинами общины. На заседаниях «семейства» после удаления Базара рядом с креслом Анфантена ставилось другое кресло, остававшееся пустым в ожидании верховной жрицы.
В то же время продолжалась деятельная пропаганда среди рабочих, выражавшаяся, между прочим, в устройстве потребительных и производительных ассоциаций. Все это требовало больших расходов, покрывавшихся пожертвованиями отдельных лиц (к 31 июля 1831 г. их было сделано на 600 тыс. франков); самым крупным вкладчиком был Анфантен. В конце 1831 г. решено было произвести заём, выпустив билеты по номинальной цене 1000 франков, с действительным взносом по 250 франков и рентой в 50 франков. Всего было собрано из разных источников и истрачено с осени 1830 до осени 1832 года от 900 000 до 1 000 000 франков. Запасного фонда не было; тратились не проценты, а сам капитал.
Дела в производительных ассоциациях шли дурно; между их руководителями и рабочими происходили пререкания, многие недовольные уходили. В самом «семействе» вновь возникли раздоры, на этот раз между Анфантеном и Родригом. Вызваны они были всё тем же разногласием по вопросу об отношениях между полами. Родриг (для которого брак с женой Эфрази был основой всей жизни) находил учение Анфантена безнравственным; Анфантен обвинял Родрига в том, что тот не сумел освободиться от ига старой семьи. В конце концов Родриг должен был удалиться (февраль 1832 г.). Хотя за ним из «семейства» никто не ушёл, но выход его отразился на делах общины весьма неблагоприятно, так как Родриг заправлял всеми её денежными делами, а также и реализацией займа.
Разрыв был вызван принципиальными разногласиями с Анфантеном, который, будучи провозглашён «Верховным Отцом», фактически превратил движение в узкую религиозную секту и активно проповедовал весьма радикальные взгляды на отношения между полами, совершенно неприемлемые для Родрига. Впрочем, расставшись с сенсимонистским движением, Родриг оставался верным социалистическим идеалам до самой смерти.
Пришлось отказаться от издания журнала, от найма залов для проповеди и увеселений, даже от дорого стоившей парижской квартиры, и переселиться в окрестности Парижа, где у Анфантена в деревне Менильмонтан был большой дом с садом. Здесь в апреле 1832 года была создана трудовая коммуна, в которой жизнь была устроена на новых началах. Праздники были прекращены, а прислуга распущена; члены «семейства» разделили между собою работы по дому и саду. К обеду все собирались вместе, пели молитвы, слушали поучения своего «отца». Был придуман даже особый костюм — синий короткий камзол, белые панталоны, красная фуражка. Прическа должна была быть также у всех одинаковая — волосы до плеч. Странный образ жизни сенсимонистов возбуждал любопытство соседей, которые приходили послушать их пение или наблюдать их трапезу. Составлена была под руководством Анфантена «Новая книга», делившаяся на две части — катехизис и книгу бытия — и представлявшая смесь религиозных и моральных, научных и фантастических воззрений («Новая книга» осталась ненапечатанной).
Чтобы отказаться от эксплуатации женщин, коммуна Анфантена была чисто мужской. Но Анфантен послал эмиссаров искать женщину, которая должна была стать «женской Мессией», то есть составить пару мужскому Мессии — самому Анфантену. 
Хотя сенсимонисты в Менильмонтане вели скромный и трудолюбивый образ жизни, но работа их была непроизводительна; община шла к полному разорению. Окончательный удар её существованию был нанесен уголовным процессом по обвинению в составлении противозаконного общества и проповеди безнравственного учения.
Процесс возбудил большое внимание в тогдашнем обществе. На суде сенсимонисты держали себя как настоящие сектанты и во всём продолжали слушаться Анфантена, называя его «отцом». От присяги они отказались в силу запрещения Анфантена. Последний на вопросы председателя суда отвечал, что он называет себя «отцом человечества» и «живым законом». Защищались сенсимонисты искусно и громили современное устройство общества как главную причину целого ряда безнравственных явлений. Они не отрицали, что предоставляют жреческой паре особые права, и только старались оправдать своё учение на этот счёт. Речь Анфантена в суде 28 августа 1832 года фактически оказалась последним публичным выступлением сенсимонистов.
По приговору суда Анфантен, Шевалье, Дювейрье были присуждены к годовому тюремному заключению и к выплате 100 франков штрафа, Родриг и Барро — к 50 франкам штрафа. Община сенсимонистов продолжала ещё существовать, но очень недолго. Её члены страшно бедствовали и не отказывались от самой тяжёлой и неблагодарной работы за одно лишь дневное пропитание, а потом разошлись в разные стороны. По истечении срока тюремного заключения Анфантен с наиболее верными сторонниками сделал было ещё попытку устроить общину в Египте, но и эта община просуществовала лишь два года. Некоторые её члены перешли в фурьеризм, другие сделались учёными, писателями, чиновниками, банкирами, инженерами, фабрикантами и т. д.; лишь немногие продолжали говорить и писать в духе религиозно-мистического социализма (например, Пьер Леру). Сам Анфантен занял должность почтмейстера в одном небольшом городе. В 1848 году он снова выступил было с проповедью своего учения, но не имел никакого успеха.
После 1830 года в сен-симонистских обществах до половины состава составляли женщины. В 1832 году двумя молодыми сен-симонистками — 22-летней модисткой Жанной-Дезире Вере и 20-летней белошвейкой Мари-Рейн Гиндорф — была основана женская газета La Femme Libre («Свободная женщина»), ставшая первым феминистским периодическим изданием во французской истории. Cкоро лидирующую роль в этом издании заняла Сюзанна Вуалькен, переименовавшая его в La Tribune des femmes.